# Альфред Арнольд
Альфред Вільгельм Арнольд (нім. Alfred Wilhelm Arnold; 16 червня 1888, Елльгофен — 27 травня 1960, Інгельфінген) — німецький політик, бригадефюрер СС.

## Біографія
З 1894 по 1902 рік навчався у школі, після чого 2 роки працював на різних фермах. Взимку 1904/05 і 1905/06 років відвідував курси в сільськогосподарському училищі Гайльбронна. З 12 жовтня 1907 по 24 вересня 1909 року служив добровольцем у вюртемберзькому польовому артилерійському полку №29. З жовтня 1909 по лютий 1914 року працював сільськогосподарським чиновником. В лютому 1914 року купив ферму, проте з початком Першої світової війни 2 серпня 1914 поступив добровольцем в армію, до 1916 року служив у 1-й батареї 65-го польового артилерійського полку, після чого продовжив керувати своєю фермою. В 1923 році був членом фрайкору. 1 січня 1931 року вступив у НСДАП (партійний квиток №595 088).
В 1932 році обраний у Вюртемберзький ландтаг і був його членом до розпуску в 1933 році. З листопада 1933 року і до кінця Другої світової війни — депутат рейхстагу від 31-го виборчого округу. З 10 квітня 1933 року — статс-секретар з питань сільського господарства міністерства економіки Вюртемберга і сільськогосподарським радником управління гау Вюртемберг-Гогенцоллерн, в 1933 році також став державним комісаром Вюртемберзької сільськогосподарської палати, членом економічної ради Німецького закордонного інституту в Штутгарті, обласним і держдавним доповідачем НСДАП. З 1933 по квітень 1941 року — член Імперської селянської ради Німеччини. 15 грудня 1933 року вступив у СС (посвідчення №146 716). З жовтня 1936 року — консультант відділу чотирилітнього плану гау Вюртемберг-Гогенцоллерн. З вересня 1939 року до кінця війни — керівник державного продовольчого управління Вюртемберга. З квітня 1941 року до кінця війни — член Імперської консультативної ради з питань продовольства і сільського господарства. З 1 травня 1944 року — член штабу оберабшніта СС «Південний Захід» на неповний робочий день.
6 травня 1945 року заарештований. 21 червня 1948 року комісією з денацифікації в Людвігсбургу класифікований як «головний злочинець», 6 квітня 1949 року визнаний винним. 16 січня 1950 року засуджений до 1 року трудових таборів, конфіскації 30% майна і обмеження у виборі професії на 5 років. Неодноразово подавав прохання про помилування. В 1957 році балотувався в на виборах в бундестаг від округу Крайльсгайм, але не був обраний.

## Звання
- Гауптштурмфюрер СС (1 лютого 1934)
- Штурмбаннфюрер СС (20 квітня 1934)
- Оберштурмбаннфюрер СС (20 квітня 1935)
- Штандартенфюрер СС (15 вересня 1935)
- Оберфюрер СС (30 січня 1937)
- Бригадефюрер СС (9 листопада 1942)

## Нагороди
- Срібна медаль «За військові заслуги» (Вюртемберг)
- Почесний хрест ветерана війни з мечами
- Почесна шпага рейхсфюрера СС
- Кільце «Мертва голова» (20 квітня 1937)
- Медаль «У пам'ять 13 березня 1938 року»
- Медаль «У пам'ять 1 жовтня 1938»
- Член Почесного президіуму Імперського товариства садівників (1939)
- Хрест Воєнних заслуг
  - медаль
  - 2-го класу
  - 2-го класу з мечами
  - 1-го класу з мечами (1 вересня 1942)
- Медаль «За вислугу років у НСДАП» в бронзі (10 років)
- 7 інших відзнак НСДАП та Гітлер'югенду